# Neerslag (atmosfeer)
Neerslag is een verzameling waterdeeltjes die uit een wolk of een groep van wolken valt en het aardoppervlak bereikt. De waterdeeltjes kunnen zowel vast als vloeibaar zijn en kristalvormig of amorf, meer specifiek regen, hagel, mist, korrelhagel, ijsregen, ijsnaalden en sneeuw. Neerslag is mogelijk doordat water verdampt in de atmosfeer om daarna te condenseren in wolken. Het is daarmee een belangrijk onderdeel van de waterkringloop.
De neerslag op aarde is gemiddeld zo'n 1130 mm per jaar, 1270 boven de oceanen en 800 boven land. Dit varieert lokaal echter sterk, van 50 tot 200 mm per jaar in woestijngebieden tot meer dan 10.000 mm per jaar zeer lokaal in tropische gebieden. Jaarlijks valt er zo'n 577.000 km³ neerslag, waarvan ongeveer 20% boven land. Aangezien het volume water in de atmosfeer 12.900 km³ is – slechts 0,001% van de hydrosfeer, de totale watervoorraad op aarde – ververst het water zich daar elke acht dagen, ongeveer 45 maal per jaar.
De hoeveelheid water in de atmosfeer is beperkt en varieert tussen 0,001 en zo'n 5%, maar is wel van grote invloed op het weer en de energiebalans. De hoeveelheid neemt af met de hoogte, zodat vrijwel al het water in de dampkring zich bevindt in de troposfeer.
Neerslag is ook het belangrijkste verwijderingsmechanisme van luchtverontreiniging. Zo'n 80-90% daarvan vindt plaats via natte verwijdering.
Daarnaast is neerslag een onderdeel van het global electrical circuit (GEC), meer specifiek de atmosferische elektriciteit. Via neerslag is er een ladingstransport richting aarde van zo'n +90 coulomb/km²/jaar naast de mooiweerstroom, bliksem en puntontladingen.

## Vorming
Wolken ontstaan door afkoeling van vochtige lucht tot beneden het dauwpunt. Het dauwpunt is de temperatuur waarbij de heersende waterdampdruk in de lucht gelijk is aan de verzadigde dampdruk. Als de dampdruk groter wordt dan de verzadigde dampdruk, dan treedt er condensatie op. De vorming van regendruppels is een zeer ingewikkeld proces, meestal met ijs (sneeuw of hagel) als tussenstadium en soms als eindproduct.
Voor de vorming van een druppel is een condensatiekern nodig. Dat zijn hygroscopische (wateraantrekkende) stofdeeltjes die van natuurlijke oorsprong zijn, zoals ijs- en zeezoutkristallen en stof dat door de wind vanaf het aardoppervlak is meegevoerd, of deeltjes die van industriële oorsprong zijn. Zonder die condensatiekernen treedt condensatie pas op bij een grote overschrijding van de verzadigde dampdruk, de lucht is dan tijdelijk oververzadigd.
Neerslag valt uit wolken die gevormd zijn door condensatie van afgekoelde waterdamp. Wolken bestaan uit wolkenelementen, kleine waterdruppeltjes en ijskristallen. Door de geringe massa zweven deze min of meer en worden vooral meegevoerd door de luchtstromen. De valsnelheid is dusdanig laag dat het enkele dagen kan duren voordat het aardoppervlak bereikt wordt, zodat het dan zeer waarschijnlijk al verdampt is. Dat er toch neerslag valt, komt door twee processen, coalescentie en het Wegener-Bergeron-Findeisen-proces.
Voor de vorming van neerslag moet er dus allereerst sprake zijn van wolkenvorming. De wolken moeten voldoende verticale ontwikkeling en luchtstromingen hebben om neerslag te vormen.

### Wolkenvorming

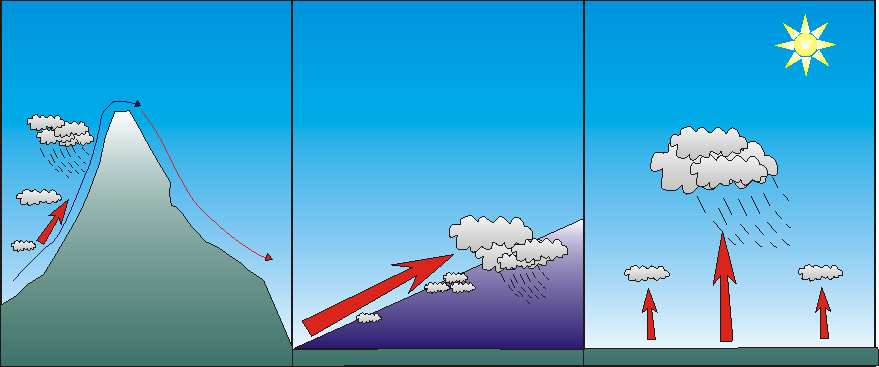
Orografische neerslag, frontale neerslag en convectieve neerslag.

Wolkenvorming is de condensatie rond condensatiekernen van in de lucht aanwezig vocht op enige hoogte van de grond tot wolkenelementen. Deze condensatie treedt op door afkoeling na stijging van lucht. Condensatie is daarnaast ook mogelijk door afkoeling door een koude ondergrond of door menging met koude lucht, maar dit leidt meestal tot mist. Waterwolken bestaan uit waterdruppels, terwijl ijswolken ijskristalletjes bevatten. In gemengde wolken komen zowel waterdruppeltjes als ijskristallen voor.
De opstijgende lucht koelt adiabatisch af en als het dauwpunt bereikt wordt, vindt condensatie plaats. Dit kan een gehele luchtmassa zijn, zoals het geval bij:
- convergentie, het samenstromen van lucht bij lagedrukgebieden en isallobarische minima waardoor deze naar boven uit moet wijken;
- bij een front wordt warme massa of lucht opgetild door koude massa;
- bij orografische wolkenvorming wordt een luchtmassa opgetild door een bergketen.

De wolkensoorten die ontstaan, zijn afhankelijk van de stabiliteit van de lucht, maar zijn bij berghellingen en fronten vaak stratiform.
Daarnaast kan er ook sprake zijn van stijgende lucht door golfbewegingen:
- lopende golven kunnen ontstaan als twee luchtmassa's over elkaar heen bewegen. In de golf daalt en stijgt de lucht waardoor wolken zich vormen en weer oplossen. Dit zijn undulatuswolken als altocumulus-undulatus en stratocumulus-undulatus;
- staande golven van het type altocumulus lenticularis kunnen ontstaan aan de lijzijde van bergruggen.

Een derde vorm is plaatselijk opstijging door convectie, het opstijgen van lucht door verwarming van onderin. Dit treedt op in instabiele koude massa, dat is lucht waarvan de temperatuur lager ligt dan die van het oppervlak, de lucht wordt dus onderin verwarmd. Hier stijgt niet de gehele luchtmassa, maar slechts luchtbellen met een grootte van enkele tientallen tot honderden meters. Hieruit ontstaan wolken van het type cumulus en cumulonimbus.

### Neerslagvorming
Dat wolkenelementen kunnen uitgroeien tot neerslagelementen als regendruppels, hagelkorrels en sneeuwvlokken is mogelijk door twee processen, het coalescentieproces dat voornamelijk lichte regen produceert en het Wegener-Bergeron-Findeisen-proces dat stevige buien met regen, hagel en sneeuw tot gevolg kan hebben. Daarnaast is het type bewolking van belang, waarbij in eerste instantie onderscheid wordt gemaakt tussen gelaagde of stratiforme bewolking en convectieve bewolking.

### Coalescentie
Coalescentie speelt zich af in relatief warme wolken waarbij de temperatuur van de wolkentop boven de -10 à -12 °C ligt. Wolkenelementen van verschillende grootte en gewicht en daarmee verschillende valsnelheden, kunnen bij botsing met elkaar samenvloeien. Als de wolk voldoende groot is, kunnen zich regendruppels vormen die door de wolkenbasis vallen. De neerslag uit dit proces is heel lichte regen, motregen en motsneeuw.

### Wegener-Bergeron-Findeisen-proces
1. -23 °C en lager: ijskristallen
2. tussen -10 °C en -15 à -23 °C: gemengde zone
3. tussen 0 °C en -10 °C: onderkoelde waterdruppels
4. 0 °C en hoger: gewone waterdruppels

- -23 °C en lager: ijskristallen
- tussen -10 °C en -15 à -23 °C: gemengde zone
- tussen 0 °C en -10 °C: onderkoelde waterdruppels
- 0 °C en hoger: gewone waterdruppels

In relatief koude wolken komen onderkoelde waterdruppeltjes en ijskristallen samen voor. Hier speelt zich het Wegener-Bergeron-Findeisen-proces af. Doordat de lucht rond ijs minder waterdamp kan bevatten dan rond de onderkoelde waterdruppeltjes, zal bij verzadigde lucht de damp verrijpen op de ijskristallen. Hierdoor vermindert de hoeveelheid waterdamp en is er sprake van onverzadigde damp. De waterdruppeltjes zullen daarop verdampen waarna het proces zich herhaalt. De aangroeiende ijskristallen kunnen daarna in verschillende vormen als neerslag – regen, sneeuw, hagel, ijsregen of ijsnaalden – naar beneden komen. Als de neerslag in de wolk als sneeuw begint, dan kan dit op weg naar beneden weer smelten om als regen neer te komen. Komt de regen op zijn tocht naar beneden aansluitend nog eens in een koudere luchtsoort terecht, dan kan de regen weer bevriezen of onderkoeld raken en aansluitend als hagel, korrelsneeuw of ijsregen naar beneden komen.

### Stratiforme bewolking
Neerslag kan uit gelaagde of stratiforme en uit convectieve bewolking voortkomen. Op gematigde breedten valt het merendeel van de neerslag uit stratiforme bewolking. De verticale luchtstromingen zijn hier beperkt. Als de temperaturen in de bewolking boven het vriespunt blijven, groeien de waterdruppels alleen aan via het coalescentieproces en blijft de neerslag beperkt tot motregen of heel lichte regen, die echter bij dichte bewolking wel uren aan kan houden. Voor intensievere neerslag moet de temperatuur onder de -12 °C komen zodat het Wegener-Bergeron-Findeisen-proces in werking kan treden, wat veelal betekent dat de wolk grotere verticale afmetingen moet hebben.

### Convectieve bewolking
Convectieve bewolking – cumulus en cumulonimbus – kan een grote verticale ontwikkeling doormaken, soms tot aan de tropopauze. De luchtstromingen zijn veelal meer dan 1 m/s en kunnen in zware buien oplopen tot meer dan 25 m/s. De wolkenelementen kunnen daardoor snel aangroeien, zodat er al zo'n 20 tot 30 minuten na het ontstaan van de wolk intensieve neerslag kan vallen. Door de krachtige verticale luchtbewegingen kunnen ijskristallen meerdere malen omhoog worden gevoerd en aangroeien tot grote hagelstenen. Aangezien de convectie sterker wordt in de zomer, zal er dan meer hagel vallen.
In de tropen kunnen zich in de intertropische convergentiezone (ITCZ) in hot towers zelfs dusdanig sterke stijgwinden ontwikkelen dat deze doorschieten in de stratosfeer.

## Onweer
Onweer is een bui of cumulonimbus die gepaard gaat met elektrische ontladingen. Deze ontladingen zijn waarneembaar als een lichtflits – de bliksem – gevolgd door een scherp of dof rommelend geluid – de donder. Onweersbuien zijn wolken waarin een potentiaalverschil is opgebouwd door ladingscheiding. Over hoe die ladingscheiding tot stand komt, zijn verschillende theorieën, maar hierbij lijkt vooral vaste neerslag een belangrijke rol te spelen. Bij droog onweer is de neerslag verdampt voordat deze het aardoppervlak bereikt.

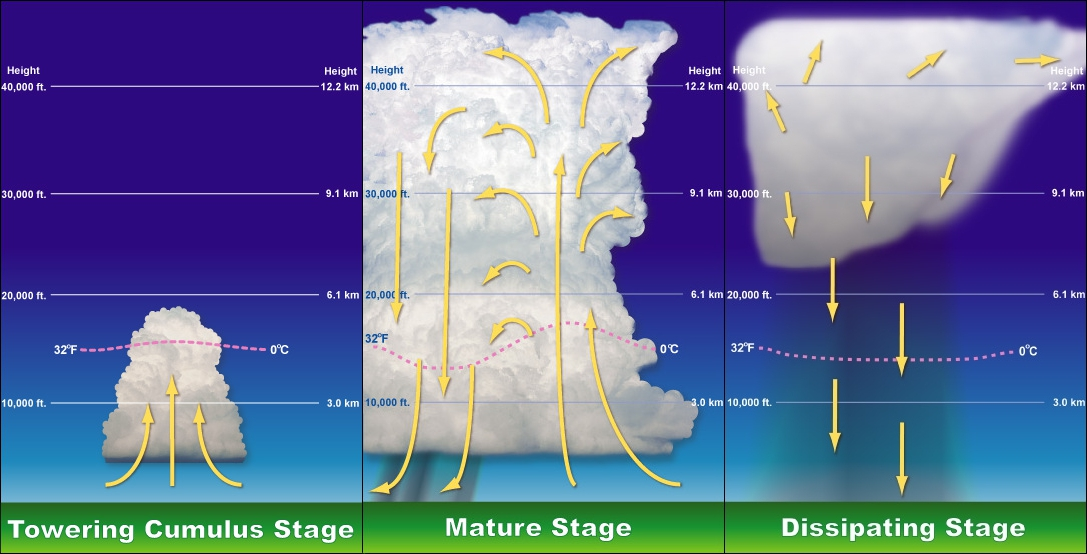
Verschillende stadia van warmteonweer.

Er zijn verschillende vormen van onweer, zoals convectie-onweer, frontaal onweer, orografisch onweer en advectief onweer. Convectie-onweer of warmteonweer ontwikkelt zich in verschillende fasen:
- cumulus- of ontwikkelingsstadium (congestus);
- volwassen of volgroeide stadium;
- oplossings- of uitdovingsstadium.

## Vormen
Rond de evenaar kan neerslag als regen beginnen, maar op gematigde breedten ontstaat neerslag veelal als sneeuw of zelfs ijsnaalden (poolsneeuw). Als de temperatuur onder de wolk niet onder het vriespunt ligt, kan het in andere vormen het aardoppervlak bereiken, zoals regen, hagel, dauw, rijp en mistneerslag.

## Neerslagstatistieken Nederland
De hoeveelheid neerslag wordt gemeten met een regenmeter (pluviometer), zo nodig gesmolten en daarna in millimeters (mm) uitgedrukt. Eén millimeter neerslag komt overeen met 1 liter op een horizontaal gelegen oppervlakte van 1 m².

### Normalen
Hieronder volgen de normale gemiddelde jaarlijkse neerslaghoeveelheden, en de absolute en relatieve neerslagduur, van dertien officiële KNMI-weerstations, over het tijdvak 1971-2000.
| Weerstation | Gemiddelde jaarlijkse | Gemiddelde jaarlijkse | Gemiddelde jaarlijkse |
|             | Hoeveelheid           | Duur                  | Duur                  |
|             |                       | Abs.                  | Rel.                  |
| ----------- | --------------------- | --------------------- | --------------------- |
| Valkenburg  | 789,1 mm              | 566,4 uur             | 6%                    |
| De Kooy     | 742,9 mm              | 581,5 uur             | 7%                    |
| Schiphol    | 779,5 mm              | 605,5 uur             | 7%                    |
| De Bilt     | 792,9 mm              | 623,8 uur             | 7%                    |
| Soesterberg | 831,1 mm              | 675,1 uur             | 8%                    |
| Leeuwarden  | 767,2 mm              | 692,4 uur             | 8%                    |
| Eelde       | 773,7 mm              | 620,3 uur             | 7%                    |

| Weerstation | Gemiddelde jaarlijkse | Gemiddelde jaarlijkse | Gemiddelde jaarlijkse |
|             | Hoeveelheid           | Duur                  | Duur                  |
|             |                       | Abs.                  | Rel.                  |
| ----------- | --------------------- | --------------------- | --------------------- |
| Twente      | 758,2 mm              | 705,6 uur             | 8%                    |
| Vlissingen  | 720,8 mm              | 578,2 uur             | 7%                    |
| Rotterdam   | 815,5 mm              | 688,0 uur             | 8%                    |
| Gilze-Rijen | 793,6 mm              | 707,2 uur             | 8%                    |
| Volkel      | 712,1 mm              | 628,7 uur             | 7%                    |
| Maastricht  | 740,0 mm              | 642,8 uur             | 7%                    |

### Extremen
De grootste hoeveelheid neerslag in een etmaal sinds het begin van de metingen betrof 208 mm en viel op 3 augustus 1948 in Voorthuizen.
Hieronder volgen ranglijsten van diverse extreme neerslagsommen, zoals gemeten op het KNMI-station in De Bilt tussen 1901 en 2024.
| Nr. | Natste jaar   | Natste jaar   | Natste seizoen   | Natste seizoen   | Natste maand   | Natste maand   |
| --- | ------------- | ------------- | ---------------- | ---------------- | -------------- | -------------- |
| 1.  | 1998          | 1239,6 mm     | herfst 1998      | 468,2 mm         | augustus 1912  | 220,5 mm       |
| 2.  | 2023          | 1179,6 mm     | herfst 2023      | 431,5 mm         | oktober 2023   | 219,9 mm       |
| 3.  | 1965          | 1151,9 mm     | zomer 1966       | 411,3 mm         | september 1957 | 213,2 mm       |
| 4.  | 1966          | 1148,0 mm     | herfst 1974      | 402,7 mm         | september 2001 | 210,7 mm       |
| 5.  | 2001          | 1038,9 mm     | zomer 1912       | 386,2 mm         | augustus 1969  | 198,0 mm       |
| 6.  | 1912          | 1027,0 mm     | herfst 1930      | 359,8 mm         | oktober 1932   | 193,4 mm       |
| 7.  | 1994          | 1025,2 mm     | zomer 1930       | 358,6 mm         | juli 1930      | 192,0 mm       |
| 8.  | 1981          | 993,0 mm      | zomer 1965       | 358,3 mm         | juli 1966      | 190,8 mm       |
| 9.  | 1974          | 992,7 mm      | zomer 1917       | 354,8 mm         | december 1965  | 190,3 mm       |
| 10. | 1950          | 951,6 mm      | winter 2024      | 347,2 mm         | oktober 1981   | 188,5 mm       |
| Nr. | Droogste jaar | Droogste jaar | Droogste seizoen | Droogste seizoen | Droogste maand | Droogste maand |
| 1.  | 1921          | 387,3 mm      | herfst 1953      | 52,2 mm          | april 2007     | 0,3 mm         |
| 2.  | 1933          | 510,9 mm      | herfst 1920      | 52,3 mm          | februari 1986  | 0,4 mm         |
| 3.  | 1959          | 535,8 mm      | lente 1996       | 60,8 mm          | februari 1985  | 1,9 mm         |
| 4.  | 1976          | 536,3 mm      | winter 1964      | 63,7 mm          | september 1959 | 3,0 mm         |
| 5.  | 1971          | 561,8 mm      | lente 1976       | 66,2 mm          | januari 1997   | 3,6 mm         |
| 6.  | 1996          | 575,7 mm      | winter 1934      | 69,0 mm          | februari 1959  | 5,1 mm         |
| 7.  | 1953          | 597,4 mm      | lente 1991       | 69,8 mm          | oktober 1953   | 5,5 mm         |
| 8.  | 1982          | 600,7 mm      | winter 1985      | 72,1 mm          | februari 1934  | 5,6 mm         |
| 9.  | 2003          | 612,7 mm      | zomer 2003       | 73,6 mm          | mei 1989       | 5,6 mm         |
| 10. | 1929          | 630,4 mm      | lente 1918       | 75,5 mm          | februari 1917  | 6,2 mm         |